# Cupa României 1986-1987
Ediția 1986-1987 a fost a 49-a ediție a Cupei României la fotbal. A fost câștigată de Steaua București, care a învins-o în finală pe Dinamo București cu scorul de 1-0.

## Desfășurare
Toate meciurile de după faza șaisprezecimilor, exceptând finala (care a avut loc în București), s-au jucat pe teren neutru. În șaisprezecimi au participat 32 de echipe, din care făceau parte și cele din Divizia A. Dacă după 90 de minute scorul era egal se jucau două reprize de prelungiri a câte 15 minute. Dacă după prelungiri scorul era tot egal, soarta calificării se decidea la loviturile de departajare. 

## Șaisprezecimi
| Data              | Echipă gazdă                    |   | Echipă oaspete     | Rezultat   |
| ----------------- | ------------------------------- | - | ------------------ | ---------- |
| 10 decembrie 1986 | FCM Alexandria                  | – | Gloria Buzău       | 1:4 (pen.) |
|                   | FEPA’74 Bârlad                  | – | Victoria           | 0:2        |
|                   | Metalul Bocșa                   | – | Argeș Pitești      | 0:1 (d.p.) |
|                   | ICIM Brașov                     | – | Chimia R Vâlcea    | 3:0        |
|                   | Progresul București             | – | Petrolul Ploiești  | 1:2        |
|                   | Câmpia Turzii                   | – | Rapid              | 0:1        |
|                   | Farul                           | – | U Cluj             | 2:0        |
|                   | Jiul Petroșani                  | – | Corvinul           | 4:1        |
|                   | CIL Sighetu Marmației           | – | Oțelul             | 0:2        |
|                   | CS Târgoviște                   | – | Sportul Studențesc | 0:1        |
|                   | Victoria Tecuci                 | – | SC Bacău           | 1:3        |
| 11 decembrie 1986 | Moreni                          | – | FCM Brașov         | 0:1        |
|                   | Minerul Paroșeni                | – | U Craiova          | 4:5 (pen.) |
| 28 februarie 1987 | Explorări Câmpulung Moldovenesc | – | Scornicești        | 1:0 (d.p.) |
| 1 martie 1987     | Gloria Bistrița                 | – | Steaua București   | 3:5        |
| 6 mai 1987        | Metalurgistul Cugir             | – | Dinamo             | 1:4        |

## Optimi
| Data        | Oraș           | Echipă gazdă  |   | Echipă oaspete                  | Rezultat   |
| ----------- | -------------- | ------------- | - | ------------------------------- | ---------- |
| 27 mai 1987 | Brăila         | Victoria      | – | Sportul Studențesc              | 3:2 (pen.) |
|             | Brașov         | ICIM Brașov   | – | Steaua București                | 0:2        |
|             | Focșani        | Dinamo        | – | Explorări Câmpulung Moldovenesc | 4:0        |
|             | Ploiești       | U Craiova     | – | Farul                           | 5:3 (d.p.) |
|             | Râmnicu Sărat  | Oțelul        | – | Petrolul Ploiești               | 2:0        |
|             | Sibiu          | Rapid         | – | Jiul Petroșani                  | 1:0        |
|             | Târgoviște     | Argeș Pitești | – | Gloria Buzău                    | 4:2 (d.p.) |
|             | Târgu Secuiesc | FCM Brașov    | – | SC Bacău                        | 2:0        |

## Sferturi
| Data          | Oraș       | Echipă gazdă     |   | Echipă oaspete | Rezultat   |
| ------------- | ---------- | ---------------- | - | -------------- | ---------- |
| 16 iunie 1987 | București  | Steaua București | – | Rapid          | 1:0        |
|               | Focșani    | Dinamo           | – | Oțelul         | 2:1        |
|               | Sibiu      | FCM Brașov       | – | Argeș Pitești  | 2:1 (d.p.) |
|               | Târgoviște | Victoria         | – | U Craiova      | 1:0 (d.p.) |

## Semifinale
| Data          | Oraș      | Echipă gazdă     |   | Echipă oaspete | Rezultat |
| ------------- | --------- | ---------------- | - | -------------- | -------- |
| 23 iunie 1987 | București | Dinamo           | – | Victoria       | 4:2      |
|               | Pitești   | Steaua București | – | FCM Brașov     | 4:0      |

## Finala
| 25 iunie 1987 18:00 | Dinamo | 0 – 1               | Steaua București | Stadionul 23 August, București Spectatori: 60.000 Arbitru: Radu Petrescu (Brașov) |
| 25 iunie 1987 18:00 |        | Ladislau Bölöni 25' |                  | Stadionul 23 August, București Spectatori: 60.000 Arbitru: Radu Petrescu (Brașov) |

| DINAMO:        |                   |     |
|                |                   |     |
| P              | Dumitru Moraru    |     |
| F              | Vasile Jercălău   |     |
| F              | Alexandru Nicolae | 46' |
| F              | Lică Movilă       |     |
| F              | Ioan Varga        |     |
| M              | Dănuț Lupu        |     |
| M              | Ioan Andone       | 90' |
| M              | Mircea Rednic     |     |
| M              | Dorin Mateuț      |     |
| A              | Rodion Cămătaru   |     |
| A              | Marian Damaschin  |     |
| Înlocuiri:     |                   |     |
| A              | Costel Orac       | 46' |
| Antrenor:      |                   |     |
| Mircea Lucescu |                   |     |

| STEAUA:           |                     |     |
|                   |                     |     |
| P                 | Dumitru Stângaciu   |     |
| F                 | Niță Cireașă        | 46' |
| F                 | Ștefan Iovan        |     |
| F                 | Miodrag Belodedici  |     |
| F                 | Ilie Bărbulescu     |     |
| M                 | Iosif Rotariu       |     |
| M                 | Mihail Majearu      | 68' |
| M                 | Ladislau Bölöni     |     |
| M                 | Gheorghe Hagi       |     |
| A                 | Victor Pițurcă      |     |
| A                 | Marius Lăcătuș      |     |
| Înlocuiri:        |                     |     |
| F                 | Anton Weissenbacher | 46' |
| M                 | Gavril Balint       | 68' |
| Antrenor:         |                     |     |
| Anghel Iordănescu |                     |     |